# Kalnica (Lesko)
Pour les articles homonymes, voir Kalnica.
Kalnica est une localité polonaise de la gmina de Cisna, située dans le powiat de Lesko en voïvodie des Basses-Carpates.